# Juan Carlos Gil Reguera
Juan Carlos Gil Reguera (2 de marzo de 1956) es un maestro internacional de ajedrez español.

## Resultados destacados en competición
Fue subcampeón de España en el año 1987 por detrás de Alfonso Romero Holmes.
Ganó los abiertos siguientes Open de internacional de ajedrez Villa de Benasque en el año 1987. El Open de internacional de ajedrez Villa de Benidorm en el año 1989. El Open Vila de Baio en el año 1998.